# Fusione a confinamento magnetico

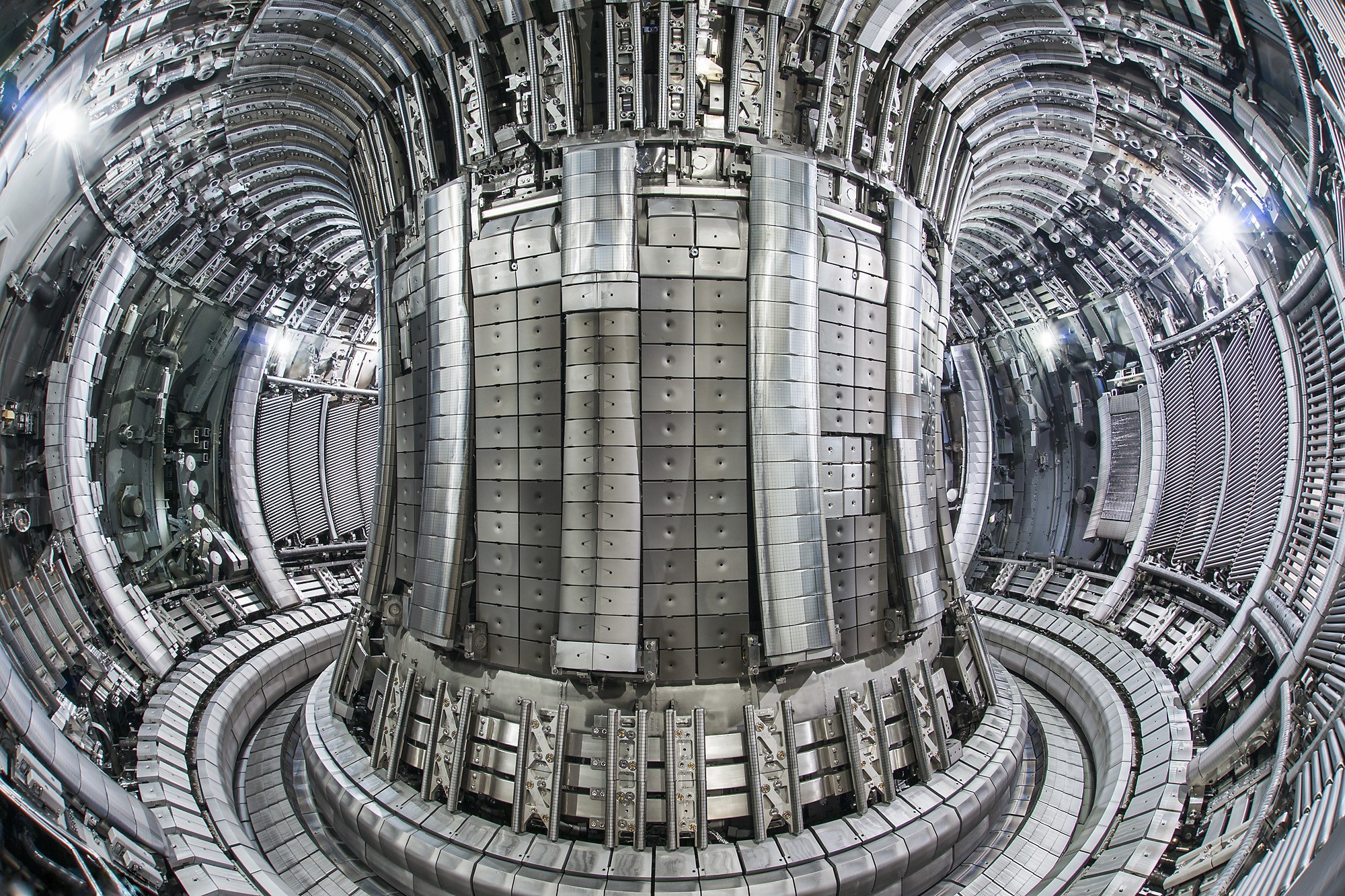
Il nucleo del tokamak Joint European Torus

La fusione a confinamento magnetico è basata sullo stesso principio fisico della fusione nucleare che avviene nel Sole, ed è un processo in cui le reazioni di fusione nucleare avvengono in un plasma di particelle cariche ad elevata temperatura confinate da un campo magnetico. I reattori nucleari a fusione più diffusi che utilizzano il confinamento magnetico sono i tokamak e gli stellarator. Produrre energia con questo processo è però complicato sulla Terra, ed infatti, secondo la comunità scientifica, è tra le più grandi sfide tecnologiche che l'umanità abbia mai affrontato.

## Aspettative
Il Commonwealth Fusion Systems, spin-off del Massachusetts Institute of Technology ha pianificato per il 2025 la costruzione del primo tokamak in grado di immettere energia in rete e, entro i primi anni dopo il 2030, della prima centrale elettrica a energia pulita, tappa decisiva nella transizione energetica.
Questo tipo di centrali, oltre a produrre grandi quantità di energia in modo sostenibile, saranno anche sicure dato che la reazione di fusione si arresterà spontaneamente non appena verranno rilevate anomalie di funzionamento. Il reattore richiederà solo pochi grammi di miscela deuterio-trizio all’interno di esso per ogni istante, evitando possibili ricadute su ambiente e persone. Deuterio e trizio sono anche 2 isotopi facilmente reperibili: il deuterio si può ottenere in abbondanza dall'acqua di mare, mentre il trizio può essere prodotto utilizzando l'assorbimento dei neutroni in uno strato di litio. Al termine della loro vita utile, questi reattori potranno essere smantellati in sicurezza ed in qualche decennio potranno anche essere riciclati per la costruzione di nuovi impianti.

## Evoluzione
Nel maggio 2021 l'Università di Princeton ha individuato il fattore geometrico che permette un miglior controllo del plasma e vi ha realizzato stellarator, principalmente si è visto come conformazioni meno omogenee dell'anello al plasma permeta l'uso di meno energia per il suo confinamento, inoltre è stato rivisto anche il sistema di calcolo infatti non si effettua il calcolo di traiettoria per ogni singola particella, ma si calcola unicamente come queste siano respinte dai campi magnetici.
Nel 2023 il Magneto Inertial Fusion Tecnology Inc ha ottenuto da un'energia di 10 Mega  Ampère 150 miliardi di neutroni sufficienti a sviluppare degli isotopi medici.
Il 23 aprile 2024 la compagnia privata Zap Energy, spin-off dell'Università di Washington, ha annunciato il raggiungimento di una temperatura tra 11 e 37 milioni di gradi Celsius, superiore a quella della fusione solare e premessa per un guadagno energetico netto di interesse commerciale. La Zap Energy utilizza uno Z pinch a flusso di taglio stabilizzato.

## Alternative
Nel 2020 un gruppo di ricercatori del Lawrence Livermore National Laboratory dell'Università di Rochester ha teorizzato un approccio meno costoso, che consiste nell'iniezione di gocce di deuterio e trizio all'interno di una sfera di polietilene espanso, bombardata da raggi laser più intensi e duraturi di quelli convenzionali. Tale opzione è stata verificata sperimentalmente nel 2023.

## Progettazione
Newton aveva anticipato il comportamento delle particelle in un campo magnetico.
L'applicazione diretta delle leggi di Newton è molto costosa. L'approssimaziine coi modelli perturbativi non è immune da gravi errori. Un nuovo metodo del University of Texas, Los Alamos National Laboratory e il Type One Energy Group promette un cambio di paradigma in grado di velocizzare di 10 volte la progettazione dei reattori a confinamento magnetico senza perdere in accuratezza.